# Sigismondo Malatesta

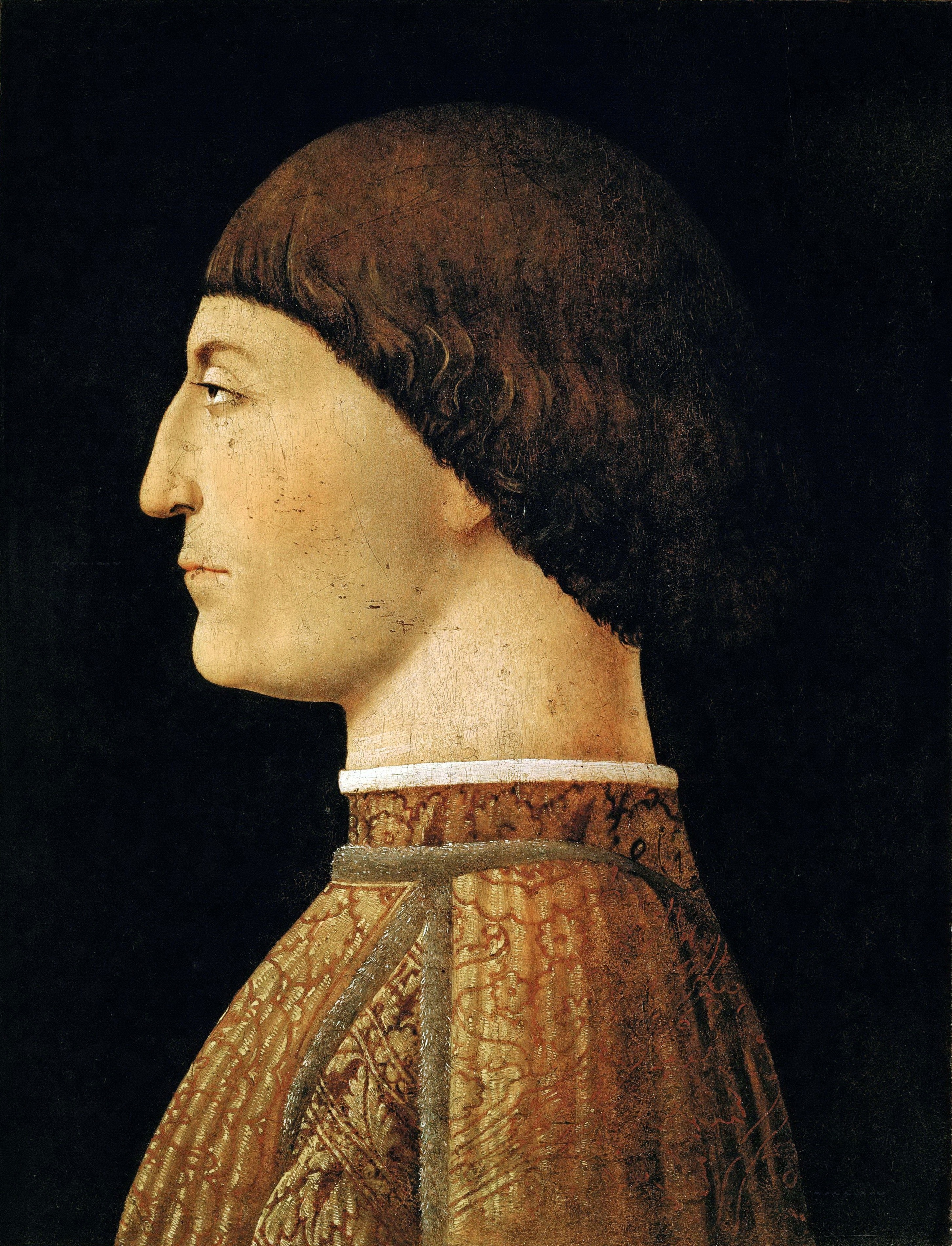
Piero della Francesca – Sigismondo Malatesta, Herr von Rimini (um 1445/50)

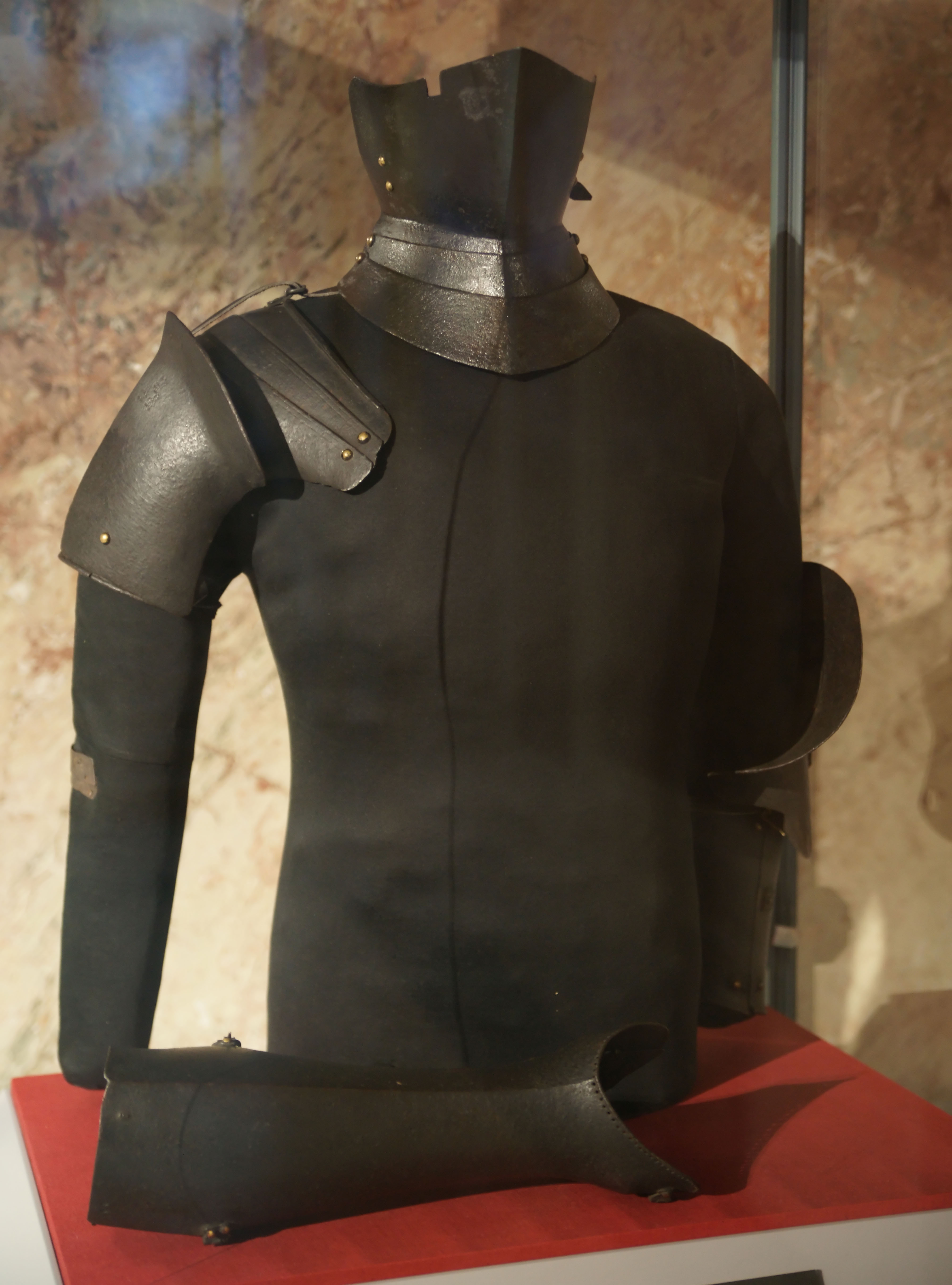
Harnischteile Malatestas um 1460–65, Neue Burg in Wien

Sigismondo Pandolfo Malatesta, genannt der „Wolf von Rimini“ (* 19. Juni 1417 in Brescia; † 9. Oktober 1468 in Rimini) war ein italienischer Condottiere und Adliger aus der Familie Malatesta. Die Malatesta hatten um 1300 die Herrschaft in Rimini an sich gerissen und Pesaro (1320), Fossombrone (1333), Fano (1334) und zeitweise Ascoli und Ancona (1348) an sich gebracht. Sie regierten diese Städte als Vikare des Papstes.

## Leben
Sigismondo, ein illegitimer Sohn Pandolfo Malatestas III. († 1427), konnte sich in den Kämpfen um die Nachfolge seines Vorgängers, Galeotto Roberto Malatesta (1429–1432), durchsetzen und war seit 1432 Herr von Rimini, Fano und Cesena. Er war ein herausragender Condottiere, aber unzuverlässig, wodurch er den Papst und den König von Neapel gegen sich aufbrachte. Federico da Montefeltro, Herr von Urbino, als Condottiere und Nachbar sein Rivale, war ein erbitterter Gegner Sigismondos und führte einen zermürbenden Krieg gegen ihn, der schließlich mit der Niederlage Malatestas in der Schlacht von Cesano (1463) endete. Im Jahr 1464 kommandierte Sigismondo die venetianische Armee gegen die Osmanen in Morea (Peloponnes) in einer erfolglosen Kampagne.
Schließlich verlor er, vom Papst exkommuniziert, fast alle seine Besitzungen und konnte nur Rimini mittels der Unterstützung der Venetianer halten. Auch der Nachfolger Pius’ II., Paul II., änderte seine Haltung anfangs nicht, nahm ihn aber im Jahr 1468 in seine Dienste und sicherte ihm die Herrschaft über Rimini zu. Sigismondo starb 51-jährig (1468) an einer Krankheit, die er sich während eines Feldzuges im Auftrag des Papstes gegen Norcia zugezogen hatte. Er wurde in einer Kapelle seines unvollendeten Tempio Malatestiano beigesetzt.

## Nachfolge
Sigismondo hatte 13 fast ausschließlich illegitime Kinder. Als Erben hatte er seine Gattin Isotta degli Atti und seinen Sohn Sallustio eingesetzt. Sein unehelicher Sohn (oder Neffe) Roberto († 11. September 1482), den Papst Nikolaus V. legitimierte, ergriff infolge von Intrigen die Herrschaft und ließ die Söhne der Isotta töten. Ihm gelang während seiner Herrschaft die teilweise Rückeroberung des alten Malatestagebietes. Robertos Sohn Pandolfo IV. (1475–1534) war der letzte Herrscher aus dem Hause Malatesta. Nachdem dieser von Cesare Borgia vertrieben worden war, verkaufte er nach dessen Sturz Rimini an Venedig (1503). Rimini blieb aber nur sechs Jahre im Besitz der Lagunenstadt und fiel unter dem Papst Julius II. an den Kirchenstaat. Bis zum Jahr 1527 gab es noch einige mehr oder weniger erfolgreiche Versuche der Malatestas, sich in den Besitz der Stadt zu setzen.

## Ansehen

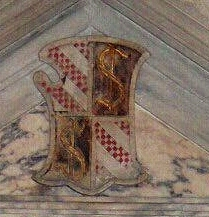
Wappen Sigismondos

Durch die Propaganda seiner Gegner, insbesondere durch Papst Pius II. wurde Sigismondo Malatesta zum Inbegriff des gottlosen und verderbten Renaissancefürsten. Ihm wurde sowohl die Ermordung seiner zwei ersten Gattinen, Ginevra d'Este und Polissena Sforza, wie auch die seines Bruders nachgesagt. Durch die Geschichtswissenschaft wurden die meisten Gerüchte als Propaganda entlarvt. Sicherlich hatte Sigismondo einen schwierigen und gewaltsamen Charakter, aber seine Missetaten waren wohl nicht schlimmer als die seiner Zeitgenossen. Es war eher sein – politisch ungeschickter – streitsüchtiger und unbeherrschter Regierungsstil, der ihn am Ende von allen Mächten isolierte, die nach dem Frieden von Lodi um Ausgleich bemüht waren und deren Friedensbemühungen Sigismondo gefährdete.
Trotz aller Relativierungen jenes übertrieben furchtbaren Bildes vom Massenmörder „Ezzelino“ (ital. „kleiner Attila“) forderte seine Gewaltherrschaft zahllose Opfer.

## Wirken als Mäzen
Sigismondo Malatesta war ein kultivierter und gebildeter Herrscher. Er setzte alle Mittel ein, um seinen Ruhm zu verbreiten und sich verherrlichen zu lassen: Tafelbilder, Fresken, Medaillen und Lebensbeschreibungen kündeten von seinem Ruhm.

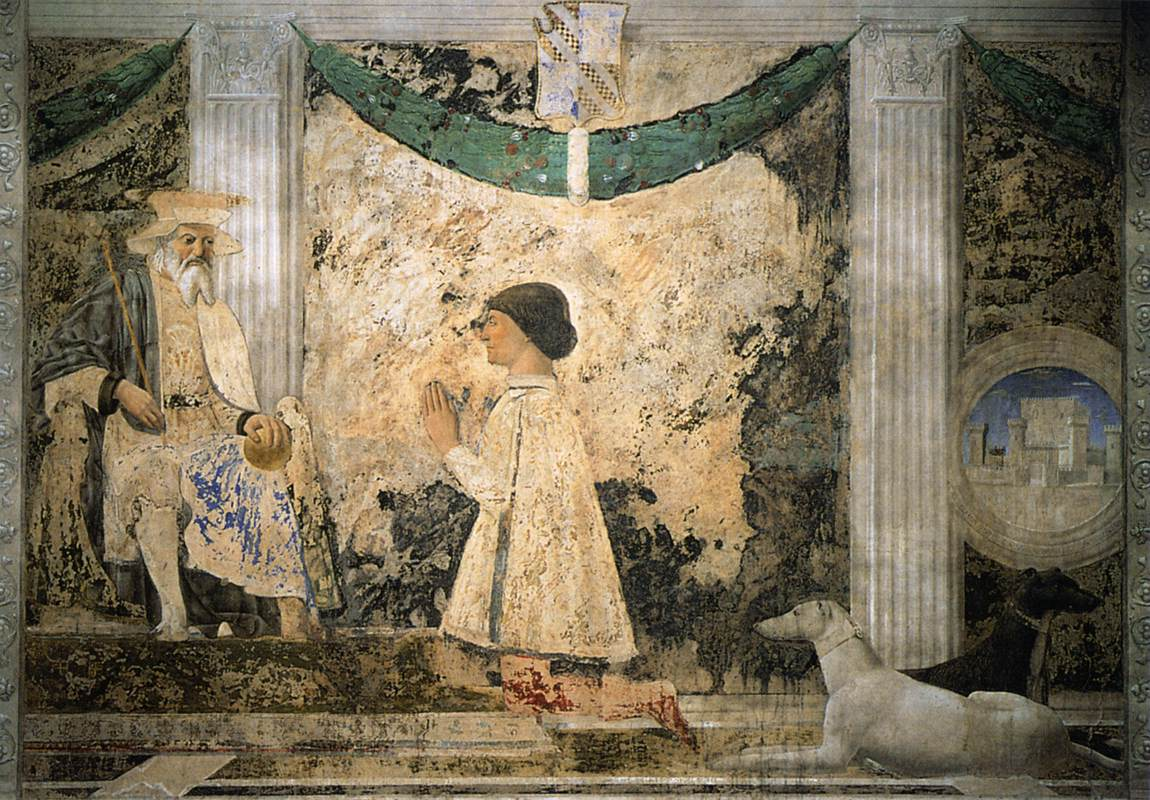
Piero della Francesca – Sigismondo Malatesta kniet vor dem hl. Sigismund, Fresko im Tempio Malatestiano (1451)

Seine bedeutendste Tat als Mäzen war der Umbau der Kirche San Francesco in Rimini. Im Jahr 1446 beschloss er, die Kirche in ein Mausoleum für sich und seine damalige Geliebte und spätere Frau Isotta degli Atti umzugestalten. Nach einigen Umbauten durch Agostino di Duccio beauftragte er Leon Battista Alberti mit der Neugestaltung der Kirche. Dieser gab der Kirche ein neues Äußeres, wobei die Fassade, die sich an den Typus eines römischen Triumphbogens anlehnt, von größter Bedeutung für die Architektur der Renaissance ist. Ursprünglich sollten die Sarkophage in Nischen der Fassade des nunmehr Tempio Malatestiano genannten Baus ihre Aufstellung finden. An den äußeren Seitenwänden der Kirche fanden Sarkophage verschiedener Gelehrter und Humanisten ihren Platz, deren Gebeine Sigismondo von verschiedenen Orten nach Rimini bringen ließ, darunter der des byzantinischen Philosophen Georgios Gemistos Plethon, der den Platonismus in Italien bekannt gemacht hatte und dessen Grab Sigismondo auf seinem Feldzug für die Venetianer in Morea gefunden hatte. Sigismondo wollte sich auf diese Weise als Mäzen der Humanisten präsentieren und sich in einem Gelehrtenpantheon bestatten lassen. Der heidnische Charakter der Kirche stieß jedoch auf Ablehnung und wurde von Papst Pius II. angeprangert.

## Darstellung in der Kunst
Piero della Francesca schuf ein Porträt Sigismondos, das sich heute im Louvre befindet, und im Tempio Malatestiano ein Fresko, das, wenn auch beschädigt, noch heute zu sehen ist: Sigismondo Malatesta kniet vor seinem Namenspatron, der die Züge des Kaisers Sigismund trägt. Auch Antonio Pisanello schuf mindestens zwei Medaillen mit dem Konterfei Sigismondos.
Josef Viktor Widmann schuf mit seinem Schauspiel in drei Aufzügen Jenseits von Gut und Böse (1893) ein vielschichtiges Porträt von Malatesta.